# Championnats du monde de gymnastique artistique 2005
Navigation
Édition précédente Édition suivante
Les 38e championnats du monde de gymnastique artistique ont eu lieu à Melbourne en Australie.

## Participants

### Hommes
| Nom                   | Nom                  | Nom                  | Nom                  | Nom                  |
| --------------------- | -------------------- | -------------------- | -------------------- | -------------------- |
| Raphaël Wignanitz     | Adan Santos          | Dimitri Trefilovs    | Sami Aalto           | Roman Kulesza        |
| Eugen Spiridonov      | Hisashi Mizutori     | Liang Fuliang        | O. Canas Figueroa    | Helge Hammen         |
| Alin Sandu Jivan      | Epke Zonderland      | Dimitri Savitski     | Mario Rauscher       | Eduard Gholub        |
| Karim Guezgouz        | Kim Dae-eun          | Ross Brewer          | Igor Cassina         | Daniel Rexa          |
| Joshua Jefferis       | Ivica Bago           | Claudio Capelli      | José David Ramos     | Todd Thornton        |
| Yevhen Bohonosyuk     | M. Fingerhuth        | Gerhard Swiegers     | Ruslan Sugraliyev    | Aleksandar Markov    |
| Huang Che Kuei        | Sergei Khorokhordin  | Rafael Martinez      | Sin Seob             | Matteo Angioletti    |
| Samuel Piasecky       | Andrey Isayev        | Juan Pablo Gonzalez  | Troy Sender          | Walid Said Eldariny  |
| Ioan Silviu Suciu     | Felipe Pina          | Lai Kuo-Cheong       | Irodotos Georgallas  | Alen Dimic           |
| K. Barmpakis          | Regulo Carmona       | Alberto Busnari      | Min Ho-dae           | Noureddine Yahouia   |
| Bjorn Slanvall        | Jeppe Nielsen        | Tomas Gonzalez       | De La Bottella Perez | Joachim Hanche-Olsen |
| Mosiah Rodrigues      | N. Boeschenstein     | Anthony van Assche   | Christos Lympanovnos | Robert Juckel        |
| Ilia Giorgadze        | Tatsuya Yamada       | Viktor Kristmannsson | Denis Savenkov       | Yan Mingyong         |
| Marko Brez            | Linas Gaveika        | Luis Rivera          | Mohamed Serour       | Damian Istria        |
| Ildar Valeev          | Ewoudt Van Der Linde | Marco Baldauf        | Dorin Razvan Selariu | Wei Siang Ooi        |
| Jose Luis Fuentes     | Kutlwano Mothibi     | Kim Ji-hoon          | Mark Holyoake        | Anton Fokin          |
| Igors Vihrovs         | Yewki Tomita         | Anatoli Vasiliev     | Jani Tanskanen       | Sean Golden          |
| Saso Bertoncelj       | Roman Zozulya        | James Brochero       | Yuri van Gelder      | Eichi Sekiguchi      |
| Robert Gal            | Filip Yanev          | Pavel Gofman         | Maksim Devyatovskiy  | Brandon O'Neill      |
| Matthias Fahrig       | Leszek Blanik        | Qin Xiao             | Takehiro Kashima     | Enrico Pozzo         |
| David Vyoral          | Werner Grobler       | Erik Revelinsh       | Kim Seung-il         | Marcel Nguyen        |
| Yu Hung-Pin           | Waldo Cottle         | Andreu Vivo          | Zhang Hongtao        | Andrea Coppolino     |
| Prahsanth Sellathurai | Justin Spring        | Johan Mounard        | Manuel Carballo      | Matthew Cosgrave     |
| Anton Golotsutskov    | Fabian Hambuechen    | Hsiang-Wei Lin       | Yernar Yerimbetov    | Espen Jansen         |
| Martin Konecny        | Luis Vargas          | Dimosthenis Tampakos | Cristian Brezeanu    | Danilo Nogueira      |
| David Hirschorn       | Fatah Ait Saada      | Jimmy Bostrom        | Jeffrey Wammes       | Hiroyuki Tomita      |
| Samuel Offord         | Ivan Gorbunovs       | Mitja Petkovsek      | Ivan Ivankov         | Marian Dragulescu    |
| Shu Wai Ng            | Nikolai Kryukov      | Vitali Nakonechny    | Thomas Andergassen   | Riku Koivunen        |
| Patrick Dominguez     | Diego Hypolito       | Henrik Rasmussen     | Kai Wen Tan          | Philippe Rizzo       |
| Aljaz Pegan           | Jordan Jovtchev      | Marius Daniel Urzica | Runar Alexandersson  | Louis Smith          |
| Alexander Safoshkin   | Olexander Vorobyov   | Olli Torkkel         | Danny Rodrigues      | Yi-Hsueh Huang       |
| Marijo Moznik         | Vassílios Tsolakídis | Thomas Pichler       | Denis Zbickis        | Krisztian Berki      |
| Alexei Ihnatovich     | Victor Cano          | Yibing Chen          | Christoph Schaerer   | Vlasios Maras        |
| Jason Gatson          | Robert Seligman      | Li Xiaopeng          | Yann Cucherat        | Sid Ali Ferdjani     |
| Gervasio Deferr       | Alexei Sinkevich     | Jari Monkkonen       | Valeri Goncharov     |                      |

### Femmes
| Fan Ye             | Gergana Ivanova      | Catalina Ponor    | Daiane Dos Santos | Elizabeth Tweddle |
| Zuzana Sekerová    | Elena Zamolodchikova | Isabelle Severino | Anastasia Liukin  | Monique Blount    |
| Hyo-Bin Kim        | Zhang Yufei          | Chellsie Memmel   | Anna Pavlova      | Alicia Sacramone  |
| Oksana Chusovitina | Émilie Le Pennec     | Cheng Fei         | Florica Leonida   | Monete Russo      |
| Nadzeya Vysotskaya | Jana Bieger          |                   |                   |                   |

## Résultats hommes

### Concours général individuel
| Place | Nom                   | Pays         | Sol   | Cheval d'arçon | Anneaux | Saut  | Barres parallèles | Barre fixe | Total  |
| ----- | --------------------- | ------------ | ----- | -------------- | ------- | ----- | ----------------- | ---------- | ------ |
| 1er   | Hiroyuki Tomita       | Japon        | 9.137 | 9.612          | 9.562   | 9.500 | 9.550             | 9.337      | 56.698 |
| 2e    | Hisashi Mizutori      | Japon        | 9.437 | 8.325          | 9.325   | 9.637 | 9.325             | 9.300      | 55.349 |
| 3e    | Dzianis Saviankou     | Biélorussie  | 9.337 | 8.925          | 9.075   | 9.325 | 9.275             | 9.175      | 55.112 |
| 4e    | Rafael Martínez       | Espagne      | 9.125 | 8.250          | 9.262   | 9.262 | 9.537             | 9.512      | 54.948 |
| 5e    | Sergey Khorokhordin   | Russie       | 8.737 | 9.250          | 9.025   | 9.462 | 9.025             | 9.237      | 54.736 |
| 6e    | Răzvan Șelariu        | Roumanie     | 8.325 | 8.962          | 9.400   | 9.562 | 8.900             | 9.287      | 54.436 |
| 7e    | Liang Fuliang         | Chine        | 9.512 | 9.162          | 8.212   | 9.362 | 8.850             | 9.150      | 54.248 |
| 8e    | Dimitri Savitski      | Biélorussie  | 8.850 | 8.100          | 9.237   | 9.337 | 9.150             | 9.225      | 53.899 |
| 9e    | Kim Dae-eun           | Corée du Sud | 9.212 | 7.837          | 9.400   | 8.900 | 8.862             | 9.387      | 53.598 |
| 10e   | Eugen Spiridonov      | Allemagne    | 8.700 | 9.362          | 8.825   | 9.237 | 8.825             | 8.412      | 53.361 |
| 11e   | Epke Zonderland       | Pays-Bas     | 8.412 | 8.812          | 8.100   | 9.250 | 9.275             | 9.262      | 53.111 |
| 12e   | Luis Rivera           | Porto Rico   | 8.650 | 9.487          | 9.262   | 9.350 | 8.062             | 8.137      | 52.948 |
| 13e   | Nicolas Boeschenstein | Suisse       | 9.037 | 7.375          | 8.775   | 9.300 | 9.062             | 9.125      | 52.674 |
| 14e   | Anton Fokin           | Ouzbékistan  | 8.512 | 8.250          | 8.325   | 9.400 | 9.387             | 8.400      | 52.274 |
| 15e   | Jeffrey Wammes        | Pays-Bas     | 8.487 | 7.687          | 8.412   | 9.575 | 8.625             | 9.387      | 52.173 |
| 16e   | Claudio Capelli       | Suisse       | 8.825 | 8.475          | 8.512   | 8.525 | 8.462             | 8.412      | 51.211 |
| 17e   | Yernar Yerimbetov     | Kazakhstan   | 8.237 | 8.262          | 8.700   | 9.450 | 9.362             | 7.125      | 51.136 |
| 18e   | Sami Aalto            | Finlande     | 8.562 | 8.750          | 8.550   | 8.912 | 8.262             | 8.087      | 51.123 |
| 19e   | Joshua Jefferis       | Australie    | 8.512 | 6.925          | 9.250   | 9.075 | 8.637             | 8.637      | 51.036 |
| 20e   | Todd Thornton         | États-Unis   | 7.450 | 8.837          | 8.837   | 9.175 | 7.787             | 8.862      | 50.948 |
| 21e   | Ross Brewer           | Royaume-Uni  | 8.162 | 9.137          | 8.037   | 8.962 | 7.737             | 8.387      | 50.422 |
| 22e   | Shu Wai Ng            | Malaisie     | 9.100 | 7.800          | 8.975   | 8.825 | 7.925             | 7.350      | 49.975 |
| 23e   | Mosiah Rodrigues      | Brésil       | 8.150 | 7.087          | 7.875   | 9.275 | 8.150             | 9.350      | 49.887 |
| 24e   | Ildar Valeev          | Kazakhstan   | 8.462 | 8.387          | 9.437   | 8.625 | 8.162             | 6.700      | 49.773 |

### Finales par engins

#### Sol
| Rang | Nom               | Pays     | Points |
| ---- | ----------------- | -------- | ------ |
| 1er  | Diego Hypolito    | Brésil   | 9.675  |
| 2e   | Brandon O'Neill   | Canada   | 9.625  |
| 3e   | Robert Gal        | Hongrie  | 9.587  |
| 3e   | Liang Fuliang     | Chine    | 9.587  |
| 5e   | Jeffrey Wammes    | Pays-Bas | 9.537  |
| 6e   | Eichi Sekiguchi   | Japon    | 9.437  |
| 7e   | Marian Dragulescu | Roumanie | 9.212  |
| 8e   | Hisashi Mizutori  | Japon    | 9.125  |

#### Cheval d'arçon
| Rang | Nom                   | Pays        | Points |
| ---- | --------------------- | ----------- | ------ |
| 1er  | Xiao Qin              | Chine       | 9.850  |
| 2e   | Ioan Silviu Suciu     | Roumanie    | 9.700  |
| 3e   | Takehiro Kashima      | Japon       | 9.687  |
| 4e   | Alexei Ihnatovich     | Biélorussie | 9.650  |
| 4e   | Krisztian Berki       | Hongrie     | 9.650  |
| 6e   | Zhang Hongtao         | Chine       | 9.475  |
| 7e   | Prashanth Sellathurai | Australie   | 9.037  |
| 8e   | Hiroyuki Tomita       | Japon       | 8.637  |

#### Anneaux
| Rang | Pays                | Nom      | Total |
| ---- | ------------------- | -------- | ----- |
| 1er  | Yuri van Gelder     | Pays-Bas | 9.725 |
| 2e   | Aleksandr Safoshkin | Russie   | 9.712 |
| 3e   | Matteo Morandi      | Italie   | 9.662 |
| 4e   | Tatsuya Yamada      | Japon    | 9.612 |
| 5e   | Danny Rodrigues     | France   | 9.600 |
| 6e   | Andrea Coppolino    | Italie   | 9.550 |
| 7e   | Yan Mingyong        | Chine    | 9.537 |
| 8e   | Chen Yibing         | Chine    | 9.462 |

#### Saut
| Rang | Nom                  | Pays     | Saut 1 | Saut 2 | Total |
| ---- | -------------------- | -------- | ------ | ------ | ----- |
| 1er  | Marian Dragulescu    | Roumanie | 9.750  | 9.637  | 9.693 |
| 2e   | Leszek Blanik        | Pologne  | 9.500  | 9.675  | 9.587 |
| 3e   | Alin Sandu Jivan     | Roumanie | 9.500  | 9.650  | 9.575 |
| 4e   | Anton Golotsutskov   | Russie   | 9.537  | 9.600  | 9.568 |
| 5e   | Eichi Sekiguchi      | Japon    | 9.412  | 9.537  | 9.474 |
| 6e   | Filip Yanev          | Bulgarie | 9.612  | 9.112  | 9.362 |
| 7e   | Jevgēņijs Saproņenko | Lettonie | 9.087  | 9.425  | 9.256 |
| 8e   | Jeffrey Wammes       | Pays-Bas | 9.412  | 8.787  | 9.099 |

#### Barres parallèles
| Rang | Nom                  | Pays         | Points |
| ---- | -------------------- | ------------ | ------ |
| 1er  | Mitja Petkovsek      | Slovénie     | 9.700  |
| 2e   | Li Xiaopeng          | Chine        | 9.675  |
| 3e   | Yann Cucherat        | France       | 9.662  |
| 4e   | Valeriy Honcharov    | Ukraine      | 9.575  |
| 5e   | Manuel Carballo      | Espagne      | 9.387  |
| 6e   | Vassílios Tsolakídis | Grèce        | 8.450  |
| 7e   | Jason Gatson         | États-Unis   | 8.375  |
| 8e   | Yang Tae-Young       | Corée du Sud | 5.987  |

#### Barre fixe
| Rang | Nom               | Pays      | Points |
| ---- | ----------------- | --------- | ------ |
| 1er  | Aljaz Pegan       | Slovénie  | 9.662  |
| 2e   | Yann Cucherat     | France    | 9.650  |
| 3e   | Valeriy Honcharov | Ukraine   | 9.637  |
| 4e   | Fabian Hambüchen  | Allemagne | 9.625  |
| 5e   | Vlasios Maras     | Grèce     | 9.562  |
| 6e   | Xiao Qin          | Chine     | 9.362  |
| 7e   | Damian Istria     | Australie | 8.737  |
| 8e   | Hiroyuki Tomita   | Japon     | 8.475  |

## Résultats femmes

### Concours général individuel
| Rang | Nom                  | Pays        | Saut  | Barres asymétriques | Poutre | Sol   | Total  |
| ---- | -------------------- | ----------- | ----- | ------------------- | ------ | ----- | ------ |
| 1st  | Chellsie Memmel      | États-Unis  | 9.325 | 9.537               | 9.425  | 9.537 | 37.824 |
| 2e   | Anastasia Liukin     | États-Unis  | 9.137 | 9.587               | 9.587  | 9.512 | 37.823 |
| 3e   | Monette Russo        | Australie   | 9.187 | 9.362               | 9.362  | 9.387 | 37.298 |
| 4e   | Elizabeth Tweddle    | Royaume-Uni | 9.162 | 9.512               | 8.737  | 9.525 | 36.936 |
| 5e   | Émilie Le Pennec     | France      | 9.212 | 9.512               | 8.725  | 9.225 | 36.674 |
| 6e   | Florica Leonida      | Roumanie    | 9.050 | 9.375               | 8.975  | 9.075 | 36.475 |
| 7e   | Anna Pavlova         | Russie      | 9.350 | 8.600               | 9.362  | 9.075 | 36.387 |
| 8e   | Daria Bijak          | Allemagne   | 9.112 | 8.825               | 8.875  | 8.900 | 35.712 |
| 9e   | Daniele Hypolito     | Brésil      | 8.425 | 9.050               | 9.225  | 9.000 | 35.700 |
| 10e  | Suzanne Harmes       | Pays-Bas    | 8.987 | 9.125               | 8.312  | 9.125 | 35.549 |
| 11e  | Marina Proskurina    | Ukraine     | 8.550 | 9.025               | 9.012  | 8.812 | 35.399 |
| 12e  | Melanie Marti        | Suisse      | 8.762 | 9.387               | 8.350  | 8.862 | 35.361 |
| 13e  | Monica Bergamelli    | Italie      | 8.762 | 9.112               | 8.737  | 8.650 | 35.261 |
| 14e  | Lenika De Simone     | Espagne     | 8.775 | 8.912               | 8.350  | 8.825 | 34.862 |
| 15e  | Stefani Bismpikou    | Grèce       | 8.650 | 8.875               | 8.750  | 8.475 | 34.750 |
| 16e  | Elena Zamolodchikova | Russie      | 9.350 | 8.150               | 8.350  | 8.812 | 34.662 |
| 17e  | Daria Sarkhosh       | Italie      | 8.687 | 8.700               | 8.687  | 8.587 | 34.661 |
| 18e  | Marta Pihan          | Pologne     | 8.987 | 8.800               | 9.175  | 7.587 | 34.549 |
| 19e  | Kyoko Oshima         | Japon       | 8.825 | 8.487               | 7.912  | 9.012 | 34.236 |
| 20e  | Shavahn Church       | Royaume-Uni | 9.112 | 8.925               | 8.112  | 8.062 | 34.211 |
| 21e  | Isabelle Severino    | France      | 9.112 | 7.350               | 8.800  | 8.887 | 34.149 |
| 22e  | Ariella Kaeslin      | Suisse      | 8.987 | 8.937               | 7.962  | 8.125 | 34.011 |
| 23e  | Joanna Skowronska    | Pologne     | 9.137 | 8.800               | 8.100  | 7.887 | 33.924 |
| 24e  | Loes Linders         | Pays-Bas    | 8.812 | 8.662               | 8.087  | 7.762 | 33.323 |

### Finales par engins

#### Saut
| Place | Name                 | Nation      | 1st Vault | 2nd Vault | Points |
| ----- | -------------------- | ----------- | --------- | --------- | ------ |
| 1re   | Cheng Fei            | Chine       | 9.725     | 9.587     | 9.656  |
| 2e    | Oksana Chusovitina   | Ouzbékistan | 9.437     | 9.400     | 9.418  |
| 3e    | Alicia Sacramone     | États-Unis  | 9.387     | 9.437     | 9.412  |
| 4e    | Elena Zamolodchikova | Russie      | 9.287     | 9.350     | 9.318  |
| 5e    | Anna Pavlova         | Russie      | 9.250     | 9.225     | 9.237  |
| 6e    | Olga Sherbatykh      | Ukraine     | 9.212     | 9.212     | 9.212  |
| 7e    | Joanna Skowronska    | Pologne     | 9.150     | 9.175     | 9.162  |
| 8e    | Imogen Cairns        | Royaume-Uni | 9.012     | 8.900     | 8.956  |

#### Barres asymétriques
| Rang | Nom               | Pays        | Total |
| ---- | ----------------- | ----------- | ----- |
| 1re  | Anastasia Liukin  | États-Unis  | 9.662 |
| 2e   | Chellsie Memmel   | États-Unis  | 9.587 |
| 3e   | Elizabeth Tweddle | Royaume-Uni | 9.575 |
| 4e   | Mayu Kuroda       | Japon       | 9.525 |
| 5e   | Fan Ye            | Chine       | 9.475 |
| 6e   | Polina Miller     | Russie      | 9.462 |
| 7e   | Monette Russo     | Australie   | 9.412 |
| 8e   | Isabelle Severino | France      | 6.787 |

#### Poutre
| Rang | Nom              | Pays       | Total |
| ---- | ---------------- | ---------- | ----- |
| 1re  | Anastasia Liukin | États-Unis | 9.612 |
| 2e   | Chellsie Memmel  | États-Unis | 9.512 |
| 3e   | Cătălina Ponor   | Roumanie   | 9.500 |
| 4e   | Zhang Nan        | Chine      | 9.487 |
| 5e   | Monette Russo    | Australie  | 9.462 |
| 6e   | Anna Pavlova     | Russie     | 8.762 |
| 7e   | Yulia Lozhecko   | Russie     | 8.350 |
| 8e   | Fan Ye           | Chine      | 8.025 |

#### Sol
| Rang | Nom                  | Pays       | Total |
| ---- | -------------------- | ---------- | ----- |
| 1re  | Alicia Sacramone     | États-Unis | 9.612 |
| 2e   | Anastasia Liukin     | États-Unis | 9.425 |
| 3e   | Suzanne Harmes       | Pays-Bas   | 9.212 |
| 4e   | Elena Zamolodchikova | Russie     | 9.162 |
| 5e   | Monette Russo        | Australie  | 9.100 |
| 6e   | Émilie Le Pennec     | France     | 8.887 |
| 7e   | Daiane dos Santos    | Brésil     | 8.837 |
| 8e   | Isabelle Severino    | France     | 8.625 |

## Tableau des médailles
| Rang | Nation      | Or | Argent | Bronze | Total |
| ---- | ----------- | -- | ------ | ------ | ----- |
| 1    | États-Unis  | 4  | 4      | 1      | 9     |
| 2    | Chine       | 2  | 1      | 1      | 4     |
| 3    | Slovénie    | 2  |        |        | 2     |
| 4    | Roumanie    | 1  | 1      | 2      | 4     |
| 5    | Japon       | 1  | 1      | 1      | 3     |
| 6    | Pays-Bas    | 1  |        | 1      | 2     |
| 7    | Brésil      | 1  |        |        | 1     |
| 8    | France      |    | 1      | 1      | 2     |
| 9    | Canada      |    | 1      |        | 1     |
| 9    | Ouzbékistan |    | 1      |        | 1     |
| 9    | Russie      |    | 1      |        | 1     |
| 9    | Pologne     |    | 1      |        | 1     |
| 13   | Biélorussie |    |        | 1      | 1     |
| 13   | Hongrie     |    |        | 1      | 1     |
| 13   | Australie   |    |        | 1      | 1     |
| 13   | Royaume-Uni |    |        | 1      | 1     |
| 13   | Italie      |    |        | 1      | 1     |
| 13   | Ukraine     |    |        | 1      | 1     |